# بخش بارامولا
بخش بارامولا (به انگلیسی: Baramulla district) یک بخش در هند است که در جامو و کشمیر واقع شده‌است. بخش باره موله ۳٬۳۵۳ کیلومتر مربع مساحت و ۱٬۰۱۵٬۵۰۳ نفر جمعیت دارد.